# La Bohème
La bohème је песма коју су написали Жак Плант и Шарл Азнавур. Први пут Азнавур ју је снимио 1966. године. То је једна од најпознатијих Азнавурових песама, као и једна од најпопуларнијих песама на француском језику. Снимио је још и верзије на шпанском, италијанском, енглеском и немачком језику, као и ретку верзију на португалском језику. Постоји и српска верзија песме, коју је отпевао Драган Стојнић.